# Artashar
Artashar (in armeno Արտաշար?) è un comune dell'Armenia di 1 444 abitanti (2008) della provincia di Armavir.